# Chanukah, Oh Chanukah

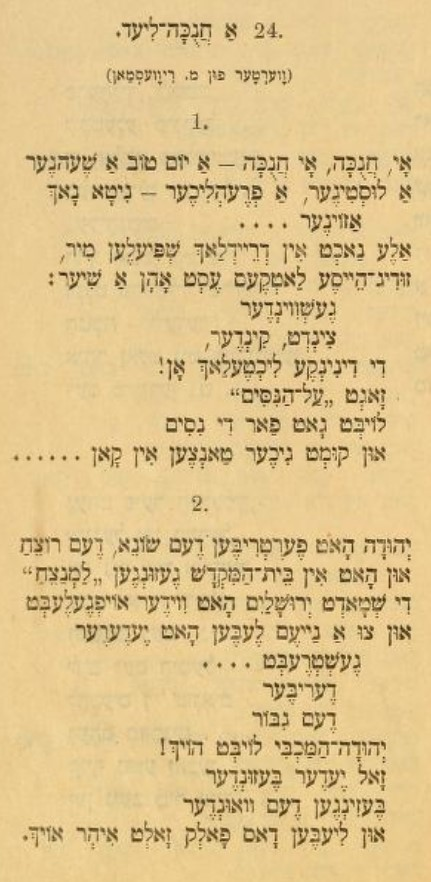
Der jiddische Text von Mordkhe Rivesman in der Erstausgabe aus dem Jahr 1912

Chanukah, Oh Chanukah (auch in abweichenden Schreibweisen) ist die englische Version des traditionellen jiddischen Chanukka-Liedes Oy Chanukah (חנוכּה אױ חנוכּה Khanike Oy Khanike). Die heute als ursprünglich angesehene Fassung des Liedes wurde von Mordkhe Rivesman (1868–1924) verfasst und 1912 von Susman Kiselgof (1878–1939) in seinem Lider-Zamlbukh (Liedersammlung) veröffentlicht. Die Melodie wurde allerdings schon früher als Teil klassischer jiddischer Musik aufgeführt.
Der englische Text ist keine Übersetzung des jiddischen, sondern weist zugunsten von Rhythmus und Reimen einige Abweichungen auf. Die englischen und die jiddischen Versionen sind gleichermaßen populäre Chanukka-Lieder. Mittlerweile gibt es mit Jemej haChanuka auch eine hebräische Fassung, die dem jiddischen Original näher steht als der Übertragung in die englische Sprache. Allen Texten ist gemeinsam, dass sie Chanukka-Bräuche zum Thema haben: das Tanzen der Hora (eines in Israel und der jüdischen Diaspora beliebten Rundtanzes), das Spiel mit Dreidels, das Essen von Latkes, das Entzünden der Lichter der Chanukkia und das Singen fröhlicher Lieder.

## Titel
Chanukah, Oh Chanukah wurde unter zahlreichen Titeln veröffentlicht. Dazu gehören die jiddischen Varianten Khanike Days, Khanike Khag Yafe, Khanike Li Yesh, Latke Song (Khanike Oy Khanike), Yemi Khanike und Chanike Oy Chanike, wobei Khanike die Standard-Umschrift des YIVO für Übertragungen in die englische Sprache ist. Vielfach wurden auch einzelne oder alle Textzeilen leicht verändert, ohne den Charakter des Liedes und seinen Bezug zu Chanukka zu nehmen.

## Versionen
| Englisch | Jiddisch | Jiddisch (Transliteration des YIVO) | Jiddisch, deutsche Übersetzung |
| --- | --- | --- | --- |
| (Oh), Hanukah, Oh Hanukah Come light the menorah, let's have a party. We'll all dance the horah. Gather 'round the table, we'll give you a treat. Dreidels (oder „sevivon“) to play with, and latkes (oder „levivot“) to eat.               | חנוכה אוי חנוכה אַ יום-טוב אַ שיינער אַ לוסטיקער אַ פריילעכער נישט דאָ נאָך אַזוינער אַלע נאַכט מיט דריידלעך שפילן מיר, פרישע הייסע לאַטקעס, עסן אָן אַ שיעור.                                      | (Oy), Khanike oy Khanike A yontef a sheyner, A lustiker a freylekher Nisht do nokh azoyner Ale nakht mit dreydlekh shpiln mir, Frishe heyse latkes, esn on a shir.                               | (Oh), Chanukka, oh Chanukka, ein schönes Fest. Solch ein fröhliches und glückliches, es gibt keins wie dieses. Jeden Abend werden wir mit Dreidels spielen, wir werden ohne Ende frische, heiße Latkes essen.                         |
| And while we are playing The candles are burning bright (or low) One for each night, they shed a sweet light To remind us of years (or days) long ago One for each night, they shed a sweet light To remind us of years (or days) long ago. | געשווינדער, צינדט קינדער די חנוכה ליכטלעך אָן, זאָגט על-הניסים, לויבט גאָט פאַר די נסים, און לאָמיר אַלע טאַנצען אין קאָן. זאָגט על-הניסים, לויבט גאָט פאַר די נסים, און לאָמיר אַלע טאַנצען אין קאָן. | Geshvinder, tsindt kinder Di Khanike likhtlekh on, Zogt "Al Hanisim", loybt Got far di nisim, Un lomir ale tantsn in kon. Zogt "Al Hanisim", loybt Got far di nisim, Un lomir ale tantsn in kon. | Schnell Kinder, zündet, die Chanukkalichter an. Sprecht das Al ha-Nissim, preist Gott für die Wunder, und wir werden alle im Kreis tanzen! Sprecht das Al ha-Nissim, preist Gott für die Wunder, und wir werden alle im Kreis tanzen! |

## Hebräische Version
Die hebräische Version (ימי החנוכה) folgt derselben Melodie, der Text stammt von Avraham Avronin. Der Text ist ebenfalls keine Übersetzung, aber er folgt dem jiddischen Original enger als die englische Version. Eine bedeutende Veränderung zeigt sich in den letzten Zeilen, in denen nicht zum Preisen Gottes für die Wunder, sondern zum Preisen der wundertätigen Makkabäer aufgerufen wird. Daraus spricht die Religionsfeindlichkeit von Teilen der zionistischen Bewegung, die im frühen 20. Jahrhundert in den Text übernommen wurde.
| Hebräisch              | Transliteration                 | Übersetzung |
| ---------------------- | ------------------------------- | --- |
| יְמֵי הַחֲנֻכָּה              | Y'mey haChanukah                | Die Tage von Chanukka,                                                                                          |
| חֲנֻכַּת מִקְדָּשֵׁנוּ            | Chanukat mikdasheinu,           | die Erneuerung des Tempels,                                                                                     |
| בְּגִיל וּבְשִׂמְחָה            | B'gil uv'simchah                | mit Freude und Glückseligkeit                                                                                   |
| מְמַלְּאִים אֶת לִבֵּנוּ         | M'mal'im et libeinu.            | füllen wir die Herzen.                                                                                          |
| לַיְלָה וָיוֹם סְבִיבוֹנֵנוּ יִסֹּב | Layla vayom, S'vivoneinu yisov, | Tag und Nacht dreht unser Dreidel,                                                                              |
| סֻפְגָּנִיּוֹת נֹאכַל בָּם לָרֹב    | Sufganiot, Nochal bam larov!    | wir werden auch viele Latkes essen (im frühen modernen Hebräisch wurden auch Latkes als Sufganiyah bezeichnet). |
|                        |                                 | |
| הָאִירוּ, הַדְלִיקוּ          | Ha'iru, hadliku,                | Erleuchtet sie, entzündet sie,                                                                                  |
| נֵרוֹת חֲנֻכָּה רַבִּים         | Nerot Chanukah rabbim.          | die vielen Lichter von Chanukka.                                                                                |
| עַל הַנִּסִּים וְעַל הַנִּפְלָאוֹת   | Al hanissim, v'al haniflaot     | Für die Geheimnisse, und für die Wunder,                                                                        |
| אֲשֶׁר חוֹלְלוּ הַמַּכַּבִּים       | asher chollelu haMakabim.       | die Makkabäer vollbrachten.                                                                                     |
| עַל הַנִּסִּים וְעַל הַנִּפְלָאוֹת   | Al hanissim, v'al haniflaot     | Für die Geheimnisse, und für die Wunder,                                                                        |
| אֲשֶׁר חוֹלְלוּ הַמַּכַּבִּים       | asher chollelu haMakabim.       | die Makkabäer vollbrachten.                                                                                     |